# 高爽
高爽（？—？），山東武城縣人，清朝官员、同進士出身。

## 生平
順治二年（1645年）舉乙酉科山東鄉試，順治三年（1646年）聯登丙戌科進士。歷任福建江浦縣、光澤縣、廣平縣知縣，后升任刑部員外郎。